# Финансовый посредник
Финансовый посредник (англ. financial intermediary) — организация, определённый финансовый институт, основной функцией которого является  аккумулирование свободных денежных средств разных экономических субъектов и предоставление их от своего имени на определённых условиях другим субъектам, нуждающимся в этих средствах.
Наличие финансовых посредников облегчает возможность получения недостающих денежных средств для нуждающихся в них и расширяет возможности размещения временно свободных денежных средств для лиц, обладающих избытком денежных средств.

## Функции
1. Осуществление диверсификации риска путём распределения вложений по различным видам финансовых инструментов.[1]
2. Осуществление проверки платёжеспособности заёмщика, в результате чего происходит снижение кредитного риска.
3. Упрощение проблемы поиска кредиторов, способных предоставить заём на приемлемых условиях.
4. Снижение процентной ставки за кредит при нормальных экономических условиях.
5. Аккумуляция денежных средств, в результате которой происходит удовлетворение спроса заёмщиков на большие суммы.[1]

## Основные виды
Выделяют четыре типа финансовых посредников:
1. Финансовые учреждения депозитного типа
2. Договорные сберегательные учреждения
3. Инвестиционные фонды
4. Иные финансовые организации

Объём финансовых операций финансовых посредников в последние десятилетия возрастали. Вместе с тем происходят структурные изменения.